# Deutsche Buch-Gemeinschaft
Deutsche Buch-Gemeinschaft (DBG, în traducere „Asociația Cartea Germană”) a fost fondată în 1924 la Berlin și a fost în primul rând un club de carte pentru o clientelă din clasa de mijloc atrasă de carte. Ea și-a mutat sediul central, după cel de-al Doilea Război Mondial, la Darmstadt și a vândut în 1970 o participație de 50% către grupul Bertelsmann AG, care a devenit în 1988 unicul proprietar și a utilizat de atunci acest numele pentru activitățile lor de cluburi de carte din noile state federale.

## Istoric Lansarea primelor cărți cu preț accesibil
Compania tipografică A. Seydel & Cie. din Berlin a furnizat în 1924 un capital social de 10.000 de mărci pentru constituirea Deutsche Buch-Gemeinschaft GmbH, care a fost condusă inițial de Paul Leonhard (1888–1934) – el era deja membru al consiliului de administrație al Seydel & Cie. – și Friedrich Possekel. Ideea, care s-a transformat într-un an într-un „adevărat succes”, a fost să se să folosească mijloacele de producție existente pentru a livra unui public larg pasionat de lectură cărți cu un conținut interesant, cu un design de bun gust și la un preț accesibil. Asociația oferea practic o alegere liberă dintr-un catalog aflat în continuă dezvoltare. Sub diferite variante, cea mai simplă formă de abonament costa 3,90 mărci pe trimestru, pentru care era livrată o carte. 250.000 de cititori s-au înscris până în 1925, ceea ce a făcut ca dintre cele 42 de cluburi de carte noi de pe teritoriul Republicii de la Weimar DBG să se situeze pe locul 2, după Volksverband der Bücherfreunde.
Werner Bergengruen, un autor cu numeroase cărți editate de DBG, a făcut următoarele observații:
„Perioada de început a fost o perioadă de luptă. Așa cum se întâmplă atât de des: noul a fost perceput ca o amenințare mortală, editurile și librăriile credeau că se confruntă cu o competiție insurmontabilă. Ei au încercat să mobilizeze presa, au vorbit despre un paternalism, despre o negare a cititorului, da, despre „cea mai grosolană formă de distribuire a cărților”. A plouat cu amenințări furioase de boicot împotriva acelor autori care s-au făcut vinovați de colaborarea cu un club de carte.”
DBG s-a opus acestei atitudini cu o disponibilitate remarcabilă și a înregistrat mai multe succese: a obținut o hotărâre judecătorească, pronunțată în favoarea ei în septembrie 1925, care i-a permis să folosească cuvântul „Buchgemeinschaft” în numele companiei și ca o marcă comercială. Abia la începutul anului 1931 o altă hotărâre a permis ca termenul, care devenise un nume generic, să fie utilizat în publicații de tot felul. Cu toate acestea, Börsenverein der Deutschen Buchhändler a reușit să obțină în același an interzicerea de către tribunal a utilizării termenului „membru” pentru clienții DBG, dar acuzația că era în realitate o societate comercială și nu o organizație non-profit a fost respinsă de instanță. Afirmația că era „un factor educațional în cultura generală” putea fi asociat mai degrabă cu Büchergilde Gutenberg fi asociate, dar DBG a întreprins eforturi pentru ca caracterul de societate comercială să fie ascuns în spatele imaginii unei „comunități culturale”: după anunțarea instituirii unui premiu de 10.000 de mărci - „o sumă considerabilă la acea vreme” - pentru tinerii scriitori germani în ianuarie 1926, a urmat în 1930 o activitate de fondare a unei comunități de carte germană, care ar fi trebuit să promoveze dezvoltarea bibliotecilor școlare și comunitare germane din străinătate. Programul editorial al DBG, format din sortimente de cărți frumoase, completate cu lucrări științifice populare, a fost extins din 1925 cu ediții ale operelor clasice prin intermediul unui contract cu editura Temple-Verlag din Leipzig, prin care a preluat drepturile de editare a acestora. Printre așa-numitele cărți ale „Tempel-Klassikern” s-a numărat în special ediția bilingvă a operelor lui Shakespeare.

## Miracolul economic din cluburile de carte
Ca urmare a celui de-al Doilea Război Mondial Deutsche Buch-Gemeinschaft a rămas cu instalațiile de producție dezasamblate, dar a reconstruit o nouă tipografie în locul vechii Seydel & Cie., tipografia și legătoria din Berlin. Creșterea importanței tipăririi offset a dus la integrarea unei tipografii moderne offset la Darmstadt, unde se afla din aprilie 1951 noul sediu al asociației, intitulate Druck- und Buchbinderei-Werkstätten May & Co. Nachf. În același an, 1963, a fost achiziționat un centru de calcul electronic cu calculatoare de tip TIC 1500, ceea ce a făcut ca DBG să devină prima companie editorială germană care procesa electronic informațiile. DBG avea acum 600.000 de membri -   acest termen a prevalat în competiție cu cel de abonați folosit pentru membrii cluburilor de carte - și a continuat să editeze revista DBG Die Lesestunde (denumită în primii ani Das Zeitungsbuch). În peste 130 de librării existau oportunități de a face o selecție între cele 600 de volume oferite de asociație sau de a asculta înregistrările DSG (Deutsche Schallplatten-Gemeinschaft, fondată în 1956).

## Producția de filme de televiziune
În 1963 a fost înființată divizia de televiziune a DBG, care a funcționat inițial la Hamburg și a fost relocată ulterior la Berlin și a produs 23 de filme în următorii zece ani. În colaborare cu ZDF, accentul s-a concentrat pe ecranizarea operelor literare epice sau dramatice și se spera ca familiarizarea publicului cu creațiile din literatura universală să fie urmată de o creștere continuă a vânzării operelor literare - un astfel de avantaj al ecranizărilor literare a fost dezbătut public, dar s-a dovedit destul de controversat. Publicul a receptat favorabil ecranizările unor piese de teatru; de exemplu, Ivanov a lui Anton Cehov a fost reluat de mai multe ori, iar Hannelore Elsner a primit premiul Goldene Kamera pentru interpretarea ei.

## Limitarea creșterii și fuziunea
Din cele 85 de cluburi de carte care erau în Germania la sfârșitul anilor 1950, mai funcționau doar opt în 1964. La începutul anilor 1980 cifra de afaceri anuală a DBG a ajuns la aproximativ 80 de milioane de mărci. În același timp, criza economică din acea vreme s-a făcut simțită în regiunile germane puternic industrializate, precum zona Ruhrului, printr-o scădere a numărului de membri. Pentru asociația condusă de Ernst Paul Leonhard (1926-2004) chestiunea unei fuziuni cu Holtzbrinck-Gruppe fusese pusă încă din 1969-1970, dar fusese respinsă din cauza temerii că asociația va deveni în cele din urmă „foarte integrată” și-și va pierde individualitatea. Prin urmare, contractul a fost atribuit companiei Bertelsmann, care a dobândit o participație de 50% în DBG, iar Leonhard a continuat să administreze afacerea. În cele din urmă, în 1988 Bertelsmann a achiziționat în întregime DBG. Ernst Leonhard a continuat să dețină tipografia și legătoria May & Co. El a fost, de asemenea, proprietar al Berliner Spielkartenfabrik, al lanțului de librării Carl Habel și al editurii Paul Zsolnay Verlag. Înainte de închiderea activității DBG din Darmstadt la sfârșitul lunii septembrie 1989, asociația mai avea acolo încă 180 de angajați. După căderea Zidului Berlinului, compania Bertelsmann a folosit numele Deutschen Buch-Gemeinschaft pentru extinderea activității sale pe teritoriul fostei RDG.